# Dagua
Dagua es un municipio de Colombia en el departamento de Valle del Cauca, ubicado al occidente del departamento, entre los municipios de Buenaventura, Restrepo, La Cumbre y Calima, a 3º38'45" latitud norte y 76º41'30" longitud oeste. Tiene una temperatura media de 25 °C, una altitud de 828 metros sobre el nivel del mar. En su relieve se observan profundas simas y cumbres que le permiten contar con diversidad climática, abundantes fuentes hídricas y bosque protector en el cual se origina el sistema de cuencas y microcuencas que vierten su caudal al río Dagua que a su vez desemboca en la Bahía de Buenaventura sobre el Océano Pacífico. Ese río está siendo afectado intensamente por la minería ilegal en tramo de 20 kilómetros.

## Reseña histórica
El municipio fue fundado en el año 1909 por la Compañía Constructora del Ferrocarril del Pacífico en una hondonada de la Cordillera Occidental de los Andes, a orillas del río Dagua. Por aquella época y años inmediatamente posteriores, esta población, y más propiamente desde el 20 de julio del citado año, comenzó su impulso gracias a la instalación de los talleres del Ferrocarril para la reparación y construcción de toda clase de herramientas. Los terrenos en donde se fundó fueron vendidos al Ferrocarril y luego fueron donados para la construcción del caserío.
Los primeros datos que se encuentran, afirman que existía un asentamiento indígena a cargo del Capitán Alonso Fuenmayor el cual había sido designado por el mismo Sebastián de Belalcázar fundador de Cali, en este asentamiento fue denominado Pueblo de indios de Papagayeros, estos indígenas a su vez eran cargueros de las mercaderías que se transportaban del puerto hasta la ciudad en el siglo XVI. La segunda ruta colonial de Dagua que comunicaba Cali con Buenaventura, fue importante para el surgimiento de la aldea española Papagayeros (hoy en día parte de la cabecera municipal de Dagua) ya que por hay pasaba esta segunda vía, que funciono hasta mediados del siglo XVIII.

## División político-administrativa
Además de su Cabecera municipal. Dagua tiene bajo su jurisdicción los siguientes Corregimientos :
- Atuncela
- Borrero Ayerbe
- Cisneros
- El Carmen
- El Cedro
- El Chilcal
- El Edén
- El Galpón
- El Limonar
- El Naranjo
- El Palmar
- El Piñal
- El Danubio
- El Queremal
- El Rodeo
- El Salado
- Juntas
- Katanga
- Kilómetro 26
- La Delfina
- La Cascada
- La Virgen
- Las Camelias
- Loboguerrero
- Playa Larga
- Pueblo Nuevo
- San Bernardo
- San Vicente
- Santa María
- Tocotá
- Vergel
- Zabaletas
- Bitaco
- Bellavista

### Veredas
Además, el municipio está compuesto con las siguientes veredas:
El Chilcal, El Aguacate, Los Alpes, La Esmeralda, Providencia, Pegazo (Km 34), El Engaño, Centella, La Pulida, Las Brisas, El Pajar, La Clorinda, Loma Alta, Las Delicias, El Aguacate, Piedra Pintada, Jordancito, El Jordán, La Rosita, El Placer, El Cauchal La Tigra, San Joaquín.

## Límites
|                     | Norte: Calima Darién |                          |
| Oeste: Buenaventura |                      | Este: Restrepo La Cumbre |
|                     | Sur: Cali            |                          |

## Símbolos
Escudo

Escudo municipal

Simboliza la escarpada geografía que conforma al cañón del río Dagua y una locomotora en reconocimiento a la vía férrea la cual le dio origen y desarrollo al municipio.
Bandera
Compuesta por tres franjas horizontales iguales, que lleva en su orden los colores Amarillo, Blanco y Verde. El primero simboliza la riqueza aurífera. El segundo, el espíritu pacífico de su gente. El tercero representa el cañón del río Dagua y su riqueza agrícola.

## Economía
El sector agrícola es el eje más importante de la economía dagüeña, y se sustenta en cultivos de piña, caña panelera, café, frutas, maíz, plátano, cacao y fríjol. También se cuenta la ganadería, la explotación forestal, la avicultura, la producción de leche y sus derivados. Es importante resaltar que la piña se ha convertido en un producto de gran importancia económica. Dagua cuenta con excelentes condiciones para ello debido a que sus suelos y su clima son los más adecuados para realizar esta actividad agrícola, así se convirtió en uno de los mayores productores de piña en el país, obteniendo beneficios no solo económicos, también de reconocimiento por la calidad del producto. Esto ha hecho que los campesinos decidan dejar a un lado la siembra de otros productos importantes y representativos como el café, para dedicarse a la producción de la piña. La vía Cali – Buenaventura genera beneficios para Dagua por ser paso obligado de los viajeros, generando importantes ingresos económicos para las personas que laboran en restaurantes, puestos de venta de comidas rápidas y talleres de automóviles, que están ubicados sobre la carretera.

## Ferias y fiestas
En marzo
- Festival del Pandebono en San José del Salado

En octubre
- Encuentro de Música Andina Colombiana y Suramericana en El Queremal

En noviembre
- Feria de la Piña en Dagua Valle

## Servicios públicos
- Energía Eléctrica: Celsia, es la empresa prestadora del servicio de energía eléctrica.[5]
- Gas Natural: Gases de Occidente es la empresa distribuidora y comercializadora de gas natural en el municipio.